# ケープマレー
ケープマレー (英語: Cape Malay, アフリカーンス語: Kaapse Maleiers, マレーシア語:Melayu Cape) とは、南アフリカ共和国に存在する民族集団およびそのコミュニティの一つ。名称は、かつて南アフリカに存在したケープ州および東南アジアの海の民族に由来する。大部分は、数世紀にわたったオランダ海上帝国期、近代インドネシア (大半の人びとはムラユ語、今のマレー語の話者) のジャワ人、および1641年から1824年にかけてのオランダ領マラッカ 
を出自とする人々である。コミュニティの最初期の構成員は、オランダ東インド会社によって連れてこられたジャワ人の奴隷であった。その後、東南アジア各地の奴隷や、現在のインドネシア領土に相当する地域を支配したオランダに反抗した政治上の反体制派やムスリムの宗教指導者などが、国外追放という形で後に続いた。また、コイコイ人やインド系住民を祖先とする者もいる。1654年よりこれらの抵抗者は、オランダ東インド会社によって南アフリカに追放され投獄されたが、その際、ヨーロッパ・アジア間の船舶航行の寄港地である、今日ケープタウンと呼ばれる場所が用いられた。これらの人びとは、南アフリカにイスラームをもたらした最初のグループであった。

## 用語
ケープマレーのアイデンティティは、民族集団の定義と同様、自らの一連の歴史とコミュニティによって生み出されると考えられている。多くのケープマレーは、"マレー人"が祖先であることよりも、ムスリムであることに自分自身のアイデンティティを見出しているので、コミュニティ内外から、ある状況においては"ケープマレー"ないしは"マレー"と、また別の状況では"ケープ・ムスリム"と描写されている。また、起源となったインドネシア人奴隷は、南アジアや東南アジアからの奴隷、マダガスカルや土着のアフリカの人びとを含めた多様な民族集団との通婚が長年にわたって行われている。
1970年代初めから今日まで、このコミュニティの一部の成員、特に南アフリカの幅広い自由化運動へ政治的に忠義を誓う者は、黒人意識運動の観点から、"ブラック"であることに自らのアイデンティティを見出している。かつて"ケープマレー"は、アパルトヘイト期における政府の民族分類によれば、"カラード"の下位概念であった
。多くの南アフリカの人びとのように、一部の状況においては、"ケープマレー"はしばしば多くの大陸や宗教からの人びとの子孫であると描写される。
マレー (Malay) という語は、アジアの港湾都市で話されていたリングワ・フランカであるマラヨ・ポルトガル語 (Malayo-Portuguese language) が起源である。

## 文化

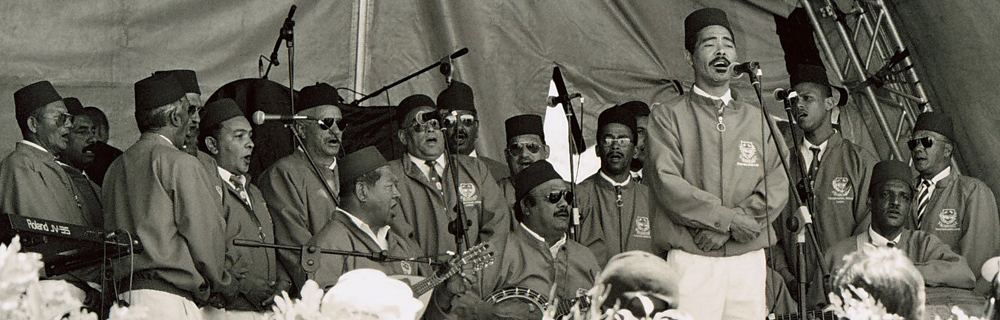
第六区のマレー・コーラス

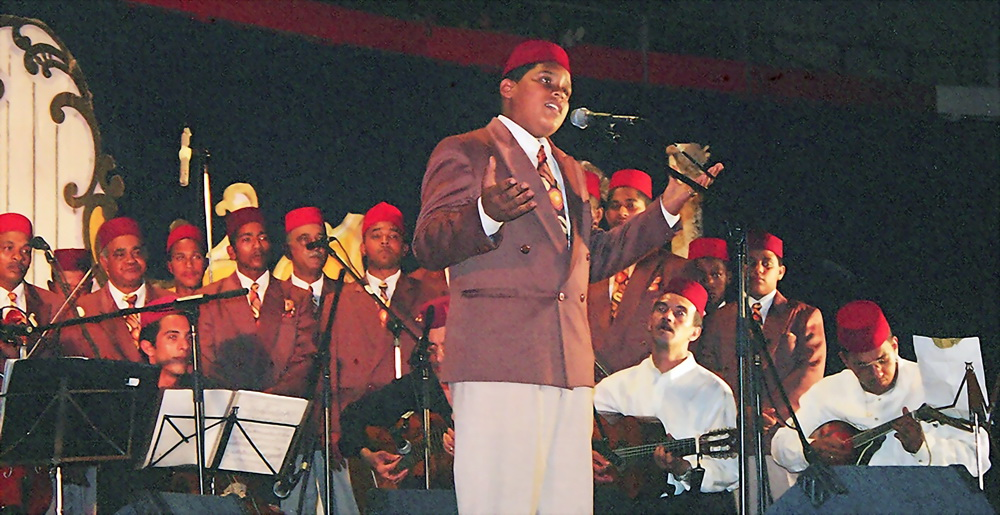
マレー・コーラス大会

このコミュニティの創設者たちは、南アフリカにイスラームを伝えた最初の人びとであった。このコミュニティの文化と伝統は、その重要性が失われていると、今日感じられている。Tomato bredie、bobotie、sosatie、koeksisterといった、この地に適合した伝統料理は、多くの南アフリカの家庭にとって重要である。ケープタウンには、大きく活発なムスリム・コミュニティが残っている。このコミュニティは、南アフリカで最初のモスクを始めた国外追放者を大きく越えて拡大している。
ケープマレー・コミュニティの人びとは一般的に、アフリカーンス語や英語、あるいはこれら言語の方言を話す。コミュニティの人びとは、 マレー語など自分たちの祖先が話していた言語をもはや話すことはないものの、多くのマレー語の単語や語句がいまでも日常的に採用されている。
文化活動グループは特徴的な'ケープマレー'音楽を発展させた。オランダを起源とする興味深い世俗的な民族音楽の形式は、オランダ化 (nederlandslied) と名付けられている。この音楽分野における歌詞と音楽の様式は、南アフリカの奴隷の歴史を反映している。この音楽はしばしば、その構成と文脈にて'悲しさ'や'感情'を描写したり、気付かされたりする。オランダ化は、 (装飾の) アラベスク・スタイルの歌唱方法からの影響を示している。
ケープマレー音楽は、学者、歴史家、音楽人類学者、作家、そして政治家からも大きな関心が寄せられている。毎年開催されるケープタウン・ミンストレルショー、すなわちカーニバル・ストリート・フェスティバルは、ケープマレーに深く根差した文化行事である。この行事はケープマレー音楽、あるいはmoppie (しばしばghoema songとも呼ばれる) を組み込んでいる。ghoemaと呼ばれる樽型のドラムは、ケープマレー音楽と密接に関係している。

## 人口動態

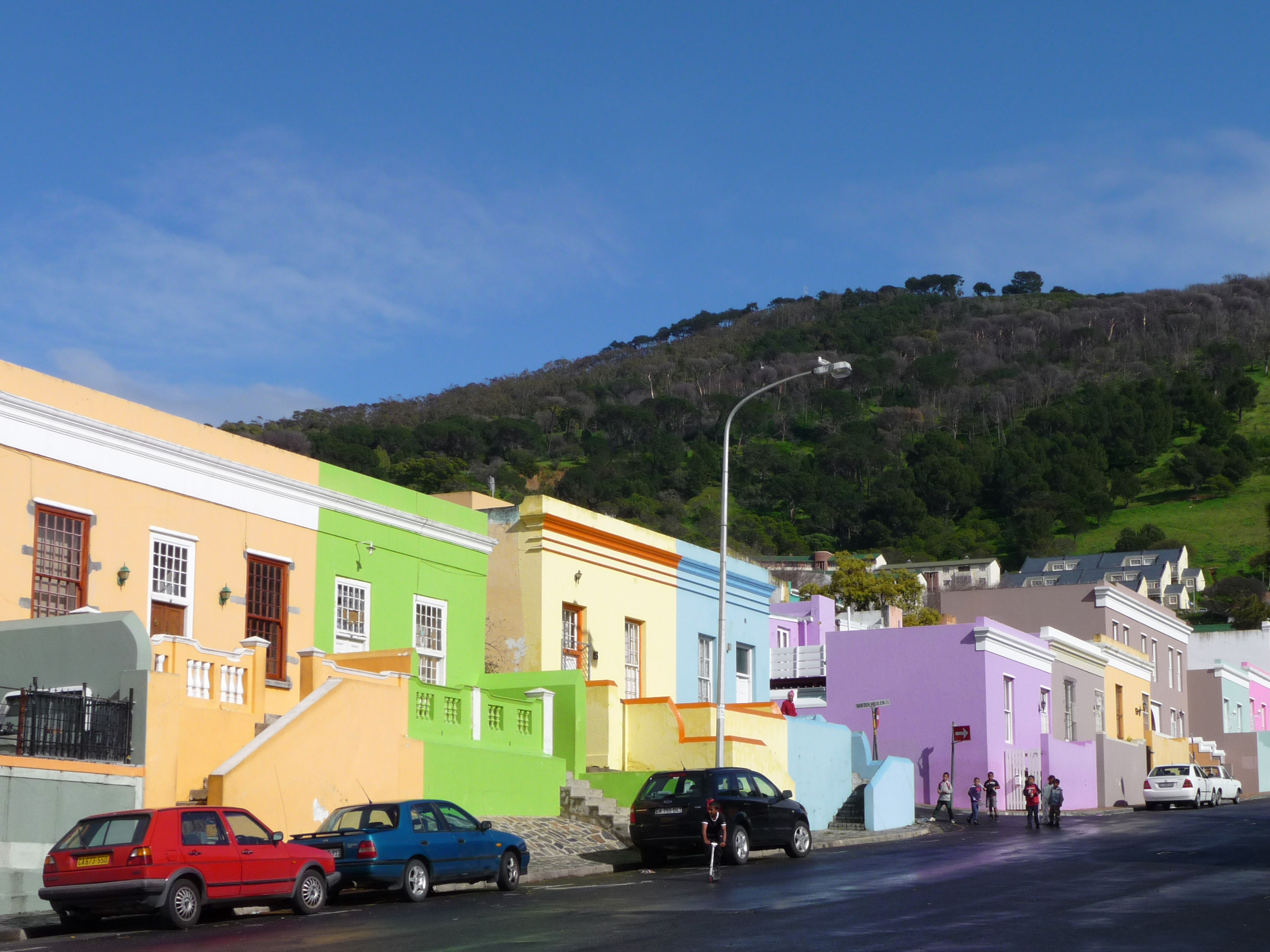
ボ・カープ, ケープタウンのマレー・クウォーター

ケープマレーとみなされている人びとは、ケープタウンには約16万6千人、ヨハネスブルグには約1万人いると推計されている。ケープタウンにある特徴的なマレー・クウォーターはシグナル・ヒルにあり、ボ・カープと呼ばれている。
多くのケープマレーは、南アフリカの多様な民族の中にあって、アパルトヘイト政策の政府によって強制的に自分の家から立ち退かされ、ケープフラットのタウンシップへ配置される前は、第六区で暮らしていた。
多くのケープ・ムスリムが集まるクレアモント・ロード・モスク (Claremont Road Mosque) は、反アパルトヘイト運動の重要な拠点であった。イスラーム法学者であるファリド・イサクは、このコミュニティ出身である。

## 国際関係
マレーシア人と南アフリカ人の間には、南アフリカが国際社会に復帰した際に関係が結ばれた。南アフリカによる国際社会復帰は、マレーシア政府をはじめ、他の東南アジア諸国から歓迎された。マレーシア作家協会連盟のようなNGOは、ディアスポラであるケープマレーのコミュニティとの繋がりを打ち立てている。

### 英語
- HTML "Multiple communities: Muslims in post-apartheid South Africa Scholarly essay includes history of "Cape Malay" identity.
- Kramat An early religious leader's legacy remains on Robben Island.
- Official South African history site Early context for "Cape Malay" community.
- The Bo-Kaap Museum
- The Cape Malay Choir Board An umbrella organisation for Cape Malay singing ensembles.
- "Cape Malay" references A descriptive bibliographic paper examining the contested identity of "Cape Malay."
- Sparse website with some information about Cape Malay musical instrumentsand music.
- Masters thesis about the Cape Malays (Norwegian)

### 日本語
- “ケープマレー・クッキングサファリ”.   南アフリカ観光局 日本語サイト. 2015年7月26日閲覧。
- 芹澤, 和美 (2013年12月31日). “新しい風が吹く南アフリカへ：　多民族国家・南アフリカの知られざる多彩なグルメ”.   CREA WEB - 文藝春秋. 2015年7月26日閲覧。